# كارلوس إدواردو غوتيريز
كارلوس إدواردو غوتيريز (بالإسبانية: Carlos Eduardo Gutiérrez)‏ (25 ديسمبر 1976 في الأوروغواي - ) هو لاعب كرة قدم أوروغواني في مركز الدفاع. شارك مع منتخب الأوروغواي لكرة القدم. أما مع النوادي، فقد لعب مع أتلتيكو مينييرو وبيلا فيستا وريفر بليت ونادي روستوف ونادي ليفربول وسنترال إسبانيول.

## مسيرته الكروية
لعب كارلوس إدواردو غوتيريز خلال مسيرته الاحترافية مع 5 أندية في ستة عشر موسمًا وسجل خلالها هدفين أثنين ضمن 335 مباراة. ولم يفز بأي موسم بالكأس أو بالدوري.
خاض كارلوس إدواردو غوتيريز مسيرته مع نادي ريفر بليت في موسم 1996 في المرة الأولى ليلعب معه سبعة مواسم ثم ما بين عامي 2003 و2004 لمدة موسم واحد، مشاركًا طوالها في 176 مباراة سجل خلالها هدفين. ثم انتقل إلى نادي أتلتيكو مينيرو ما بين عامي 2002 و2003 لمدة موسم واحد، حيث شارك في 23 مباراة ولم يسجل أي هدف. لينتقل بعدها إلى نادي روستوف في موسم 2004 واستمر معه طيلة ثلاثة مواسم، مشاركًا في 68 مباراة ولم يسجل أي هدف أيضًا. ثم انتقل إلى نادي سنترال إسبانيول في موسم 2008–09 لمدة موسم واحد، مشاركًا في 25 مباراة ولم يسجل أي هدف أيضًا. هذا وانتقل لاحقًا إلى نادي بيلا فيستا في موسم 2009–10 واستمر معه طيلة ثلاثة مواسم، مشاركًا في 43 مباراة ولم يسجل أي هدف أيضًا.

## وصلات خارجية
- كارلوس إدواردو غوتيريز على موقع قاعدة بيانات كرة القدم.إي يو (الإنجليزية)
- كارلوس إدواردو غوتيريز على موقع ناشيونال فوتبول تيمز (الإنجليزية)
- كارلوس إدواردو غوتيريز على موقع Soccerway.com (الإنجليزية)
- كارلوس إدواردو غوتيريز على موقع عالم كرة القدم.نت (الإنجليزية)